# Коловська сільська рада
Коло́вська сільська рада (рос. Коловский сельский совет) — сільське поселення у складі Совєтського району Алтайського краю Росії.
Адміністративний центр та єдиний населений пункт — село Колово.

## Населення
Населення — 380 осіб (2019; 424 в 2010, 504 у 2002).